# Walter Jon Williams
Walter Jon Williams (* 15. října 1953, Duluth, Minnesota) je americký spisovatel science fiction, známý hlavně svými pracemi z oblasti kyberpunku. Je autorem více než dvaceti románů a několika filmových a televizních scénářů. Ne všechna jeho tvorba spadá mezi fantastické žánry, napsal také několik historických románů. Bakalářský titul získal v roce 1975 na Univerzitě v Novém Mexiku, kde žije se svou ženou Kathy.

## Dílo

### Série Hardwired
- Hardware, AFSF, 1994, ISBN 80-85390-20-5 (Hardwired, 1986) — kyberpunkový román odehrávající se v Americe rozdrobené po prohrané válce s orbitálními korporacemi
- Solip:System, 1989 — povídka navazující na Hardware
- Voice of the Whirlwind, 1987

### Série Majistral
- The Crown Jewels, 1987
- House of Shards, 1988
- Rock of Ages, 1995

### Série Metropolitan
- Metropolitan, 1995 — nominováno na cenu Nebula
- City on Fire, 1997 — nominováno na cenu Hugo a cenu Nebula

### Dread Empire's Fall
- The Praxis, 2002
- The Sundering, 2003
- The Orthodox War, dosud nevyšlo

### Série Privateers and Gentlemen
Série historických románů publikovaných pod jménem Jon Williams.
- To Glory Arise, 1981 — původně The Privateer
- The Tern Schooner, 1981 — původně The Yankee
- Brig of War, 1981 — původně The Raider
- The Macedonian, 1981
- Cat Island, 1981

### Další romány
- Ambassador of Progress, 1984
- Knight Moves, 1985 — nominováno na cenu Philip K. Dick Memorial Award
- Angel Station, 1989
- Elegy for Angels and Dogs, 1990
- Days of Atonement, 1991
- Aristoi, 1992
- The Rift, 1999 — jako Walter J. Williams
- The New Jedi Order: Destiny's Way, 2002 — součást série New Jedi Order odehrávající se ve vesmíru Star Wars

### Sbírky povídek
- Facets (novel)|Facets,(1990
- Frankensteins and Foreign Devils, 1998

### Povídky
- Side Effects, 1985
- Sarah Runs the Weasel, 1986
- Panzerboy, 1986
- Video Star, 1986
- Wolf Time, 1987
- Unto the Sixth Generation, 1987
- Dinosaurs, 1987 — nominováno na cenu Hugo
- Witness, 1987 — nominováno na cenu Nebula
- Ligdan and the Young Pretender, 1987
- Surfacing, 1988 — nominováno na ceny Hugo a Nebula
- Consequences, 1988
- Flatline, 1988
- The Bob Dylan Solution, 1989
- Mortality, 1988
- Solip:System, 1989
- No Spot of Ground, 1989
- Erogenoscape, 1991
- When Night's Black Agents to Their Preys Do Rouse, 1991
- Prayers on the Wind, 1991 — nominováno na cenu Nebula
- Wall, Stone, Craft, 1993 — nominováno na ceny Hugo a Nebula
- Feeding Frenzy, 1994
- Red Elvis, 1994
- Broadway Johnny, 1995
- Woundhealer, 1995
- Foreign Devils, 1996
- Lethe, 1999 — nominováno na cenu Nebula
- The Picture Business, 1998
- Daddy's World, 2000 — získalo cenu Nebula
- Argonautica, 2001 — nominováno na cenu Nebula
- The Stolen Command, 1999 — zkrácená verze Argonauticy
- Tauromachia, 2000
- The Last Ride of German Freddie in Worlds That Weren't, 2002 — nominováno na Sidewise Award
- The Millennium Party, 2002
- Margaux, 2003
- Epidemie zelených leopardů, Ikarie 05/2005 (The Green Leopard Plague, 2003) — nominováno na cenu Hugo, získalo cenu Nebula, povídka odehrávající se ve dvou časových rovinách – v jedné pátrá mořská víla Michelle po ztracených dnech Jonathana Terziana, který naučil lidstvo žít s virem umožňujícím lidem živit se fotosyntézou a ve druhé tyto ztracené týdny J. Terzian prožívá
- The Tang Dynasty Underwater Pyramid, 2004
- Investments, 2004
- Logs, 2004

### Televizní scénář
- All Great Neptune's Ocean, Andromeda, epizoda 10

## Ocenění
- Cena Nebula
  - 2000 – povídka – Daddy's World
  - 2003 – povídka – Epidemie zelených leopardů
- Sidewise Award
  - 1996 – Foreign Devils